# 24101 Cassini
Cassini (asteroide 24101, com a designação provisória 1999 VA9) é um asteroide da cintura principal, a 1,8328097 UA. Possui uma excentricidade de 0,3077138 e um período orbital de 1 573,42 dias (4,31 anos).
Cassini tem uma velocidade orbital média de 18,30530159 km/s e uma inclinação de 15,46996º.
Este asteroide foi descoberto em 9 de Novembro de 1999 por Charles Juels.
O seu nome é uma homenagem ao astrónomo e matemático francês Giovanni Domenico Cassini.